# Кандхот
Кандхот (англ. Kandhkot) — город в пакистанской провинции Синд, расположен в округе Кашмор. Население — 109 759 чел. (на 2010 год).

## Географическое положение
Город расположен на правом берегу реки Инд.

## Сельское хозяйство
Основными культурами в Кандхоте являются рис и пшеница.

## Демография
| 1961   | 1972   | 1981   | 1998   | 2017    |
| ------ | ------ | ------ | ------ | ------- |
| 12 253 | 21 946 | 31 948 | 66 727 | 109 759 |